# نادي نفط الشمال
نادي نفط الشمال الرياضي هو فريق كرة قدم عراقي مقره في كركوك، يلعب في الدوري العراقي الدرجة الثالثة.

## روابط خارجية
- نادي نفط الشمال على Goalzz.com
- أندية العراق - تواريخ التأسيس